# Jan Cymanowski

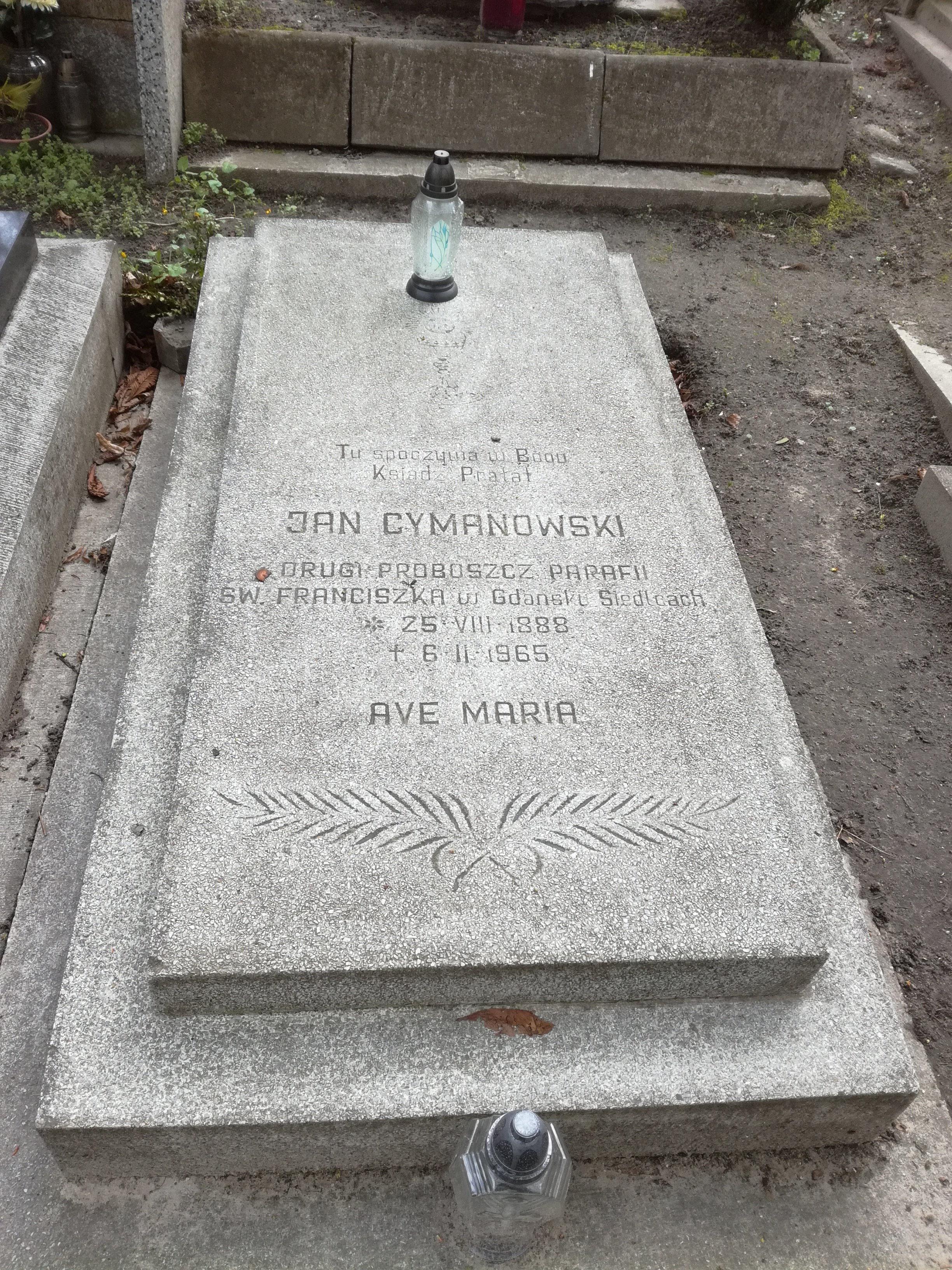
Grób ks. Jana Cymanowskiego na cmentarzu św. Franciszka w Gdańsku

Jan Cymanowski (ur. 15 sierpnia 1888 w Głubczynie koło Złotowa, zm. 6 lutego 1965 w Gdańsku) – polski duchowny katolicki, infułat, wikariusz kapitulny diecezji gdańskiej, p.o. ordynariusza.

## Życiorys
Był synem nauczyciela Ignacego i Balbiny z domu Gdaniec. Do szkoły podstawowej uczęszczał w Głubczynie i Kamieńcu, w 1901 podjął naukę gimnazjalną w Chojnicach. Maturę zdał w lutym 1910 i rozpoczął studia w seminarium duchownym w Pelplinie. Święcenia kapłańskie przyjął 29 marca 1914. Pierwszą placówką duszpasterską Cymanowskiego była parafia w Czersku, skąd w styczniu 1916 na rok przeniósł się do parafii św. Brygidy w Gdańsku. Podjął wówczas studia na Technische Hochschule. Od grudnia 1916 do grudnia 1918 był kapelanem niemieckiego garnizonu wojskowego w Gdańsku. Później pracował jako duszpasterz kolejno w Lubawie (1919-1920), Dąbrowie i Turowie (1920-1921, był administratorem parafii), parafii św. Jadwigi w Nowym Porcie (1921-1925) i Pszczółkach (1928-1939, był kuratorem, następnie proboszczem). W Pszczółkach kierował budową nowego kościoła i plebanii.
9 listopada 1939 został mianowany proboszczem parafii św. Franciszka w Gdańsku-Emaus. Wychowany w rodzinie polskiej, odnosił się w Wolnym Mieście Gdańsku do Polaków z życzliwością, ale nie działał w żadnej z organizacji polonijnych. Ten brak zaangażowania, a także sympatyzowanie z kulturą niemiecką (czego dowodem miały być m.in. naleciałości niemieckie w używanym przez ks. Cymanowskiego języku polskim), zarzuciły mu po II wojnie światowej polskie władze administracyjne w Gdańsku, wnosząc o wydalenie go z miasta. W czerwcu 1946 Cymanowski został przeniesiony do diecezji chełmińskiej, przebywał początkowo u sióstr szarytek w Żurawiej Kępie, a od września tegoż roku administrował parafią Kleszczewo i Krąg w powiecie starogardzkim. Do diecezji gdańskiej powrócił w lipcu 1948, obejmując parafię w gdańskim Brętowie. W 1949 został ponownie proboszczem parafii św. Franciszka w Gdańsku-Emaus, a także konsultorem diecezjalnym i członkiem Rady Administracyjnej diecezji.
26 stycznia 1951, po odsunięciu dotychczasowego administratora diecezji ks. Andrzeja Wronki, został wybrany na wikariusza kapitulnego. Powołanie go na to stanowisko miało związek z rządową decyzją o "likwidacji stanu tymczasowości w administracji kościelnej na Ziemiach Zachodnich i Północnych". Cymanowski stał na czele diecezji gdańskiej w okresie prześladowań Kościoła katolickiego w Polsce (m.in. uwięzienie prymasa Wyszyńskiego); sytuację komplikował dodatkowo pobyt w więzieniu dawnego niemieckiego ordynariusza, biskupa Karola Marii Spletta. Zgodnie z decyzją Watykanu, Cymanowski wykonywał obowiązki zwierzchnika diecezji w zastępstwie ks. Edmunda Nowickiego, którego nie dopuszczały do objęcia diecezji władze państwowe. W grudniu 1956 Nowicki przejął diecezję jako koadiutor sedi datus Spletta (który zwolniony w tymże roku z więzienia, wyjechał do Niemiec) z uprawnieniami biskupa rezydencjalnego (po śmierci Spletta został ordynariuszem) i tym samym wygasła misja wikariusza kapitulnego. Ks. Cymanowski powrócił wówczas do pracy w parafii św. Franciszka.
Do końca życia pozostał cenionym duszpasterzem, aktywnym w kontakcie z wiernymi szczególnie za pośrednictwem konfesjonału. Zmarł w lutym 1965, został pochowany na cmentarzu w Gdańsku-Emaus (cmentarz św. Franciszka). W pogrzebie licznie uczestniczyli wierni i duchowni z diecezji gdańskiej. Biskup Nowicki odczytał w czasie uroczystości akt nominacji zmarłego na szambelana papieskiego; godność tę nadał ks. Cymanowskiemu papież Jan XXIII 8 grudnia 1964.